# Rhombognathus subtilis
Rhombognathus subtilis is een mijtensoort uit de familie van de Halacaridae. De wetenschappelijke naam van de soort is voor het eerst geldig gepubliceerd in 1975 door Bartsch.